# Cronistoria del Siracusa Calcio 1924
In questa pagina sono riportati i risultati relativi alle varie stagioni sportive del Siracusa Calcio 1924, società calcistica italiana con sede a Siracusa.
Sono evidenziati la categoria del campionato di partecipazione, il piazzamento a fine campionato, il numero delle squadre partecipanti, il numero di punti totalizzati e gli allenatori. Vi è inoltre il riferimento ad eventuali primati o promozioni e retrocessioni a fine campionato e ad eventuali trofei vinti.

## Evoluzione
| 1924-1930              | 1930-1932     | 1932-1935     | 1937-1974     | 1974-1986       | 1986-1995     | 1995-1998              | 1998-2012     | 2012-2013                | 2013-2014            | 2014-2016                | 2016-2019       | 2019-2021       | 2021-2022                | 2022-oggi                   |
| ---------------------- | ------------- | ------------- | ------------- | --------------- | ------------- | ---------------------- | ------------- | ------------------------ | -------------------- | ------------------------ | --------------- | --------------- | ------------------------ | --------------------------- |
| C.S. Gargallo Siracusa | S.S. Syracusæ | S.S. Siracusa | A.S. Siracusa | Siracusa Calcio | A.S. Siracusa | U.S. Siracusa Marcozzi | U.S. Siracusa | A.S.D. Città di Siracusa | A.S.D. S.C. Siracusa | A.S.D. Città di Siracusa | Siracusa Calcio | A.S.D. Siracusa | A.S.D. Città di Siracusa | Siracusa Calcio 1924 S.S.D. |

## Campionati disputati per denominazione
| Denominazione                                           | n  | primo campionato | ultimo campionato |
| ------------------------------------------------------- | -- | ---------------- | ----------------- |
| Associazione Sportiva Siracusa                          | 45 | 1937-1938        | 1994-1995         |
| Siracusa Calcio                                         | 15 | 1974-1975        | 2018-2019         |
| Unione Sportiva Siracusa                                | 14 | 1998-1999        | 2011-2012         |
| Circolo Sportivo Tommaso Gargallo                       | 6  | 1924-1925        | 1929-1930         |
| Associazione Sportiva Dilettantistica Città di Siracusa | 4  | 2012-2013        | 2021-2022         |
| Siracusa Calcio 1924 Società Sportiva Dilettantistica   | 3  | 2022-2023        | 2024-2025         |
| Unione Sportiva Siracusa Marcozzi                       | 3  | 1995-1996        | 1997-1998         |
| Società Sportiva Siracusa                               | 3  | 1932-1933        | 1934-1935         |
| Società Sportiva Syracusæ                               | 2  | 1930-1931        | 1931-1932         |
| Associazione Sportiva Dilettantistica Siracusa          | 2  | 2019-2020        | 2020-2021         |
| Sport Club Siracusa                                     | 1  | 2013-2014        | 2013-2014         |
| Totale                                                  | 98 | 1924-1925        | 2024-2025         |

## Piazzamenti in campionato
Di seguito la posizione finale ottenuta in classifica dal Siracusa Calcio al termine di ogni singolo campionato.
| Piazzamento | n  | Edizione |
| ----------- | -- | --- |
| 1º          | 13 | 1924-1925, 1925-1926, 1928-1929, 1937-1938, 1940-1941, 1970-1971, 1997-1998, 2008-2009, 2012-2013, 2014-2015, 2015-2016, 2019-2020, 2024-2025                                                        |
| 2º          | 18 | 1926-1927, 1932-1933, 1933-1934, 1938-1939, 1939-1940, 1941-1942, 1942-1943, 1944-1945, 1945-1946, 1978-1979, 1988-1989, 1995-1996, 1996-1997, 2000-2001, 2001-2002, 2020-2021, 2022-2023, 2023-2024 |
| 3º          | 9  | 1931-1932, 1960-1961, 1968-1969, 1982-1983, 1999-2000, 2002-2003, 2006-2007, 2011-2012, 2013-2014 |
| 4º          | 4  | 1927-1928, 2004-2005, 2005-2006, 2007-2008 |
| 5º          | 6  | 1947-1948, 1950-1951, 1959-1960, 1974-1975, 1994-1995, 2021-2022 |
| 6º          | 10 | 1929-1930, 1955-1956, 1973-1974, 1976-1977, 1984-1985, 1986-1987, 1987-1988, 2003-2004, 2009-2010, 2016-2017                                                                                         |
| 7º          | 2  | 1979-1980, 1983-1984 |
| 9º          | 5  | 1930-1931, 1969-1970, 1972-1973, 1985-1986, 2010-2011 |
| 10º         | 5  | 1954-1955, 1961-1962, 1962-63, 1963-1964, 1990-1991 |
| 11º         | 3  | 1948-1949, 1949-1950, 1953-1954 |
| 12º         | 4  | 1946-1947, 1951-1952, 1957-1958, 1989-1990 |
| 13º         | 4  | 1934-1935 (ritirato), 1964-1965, 1975-1976, 2017-2018 |
| 14º         | 1  | 1965-1966 |
| 15º         | 6  | 1958-1959, 1966-1967, 1971-1972, 1977-1978, 1981-1982, 1993-1994 |
| 16º         | 3  | 1956-1957, 1991-1992, 2018-2019 |
| 17º         | 3  | 1952-1953, 1980-1981, 1992-1993 |
| 18º         | 1  | 1998-1999 |
| 19º         | 1  | 1967-1968 |

## Cronistoria
| Stagione | Campionato                      | Piazzamento | Squadre | Punti | Note | Allenatore                                                           |
| -------- | ------------------------------- | ----------- | ------- | ----- | --- | -------------------------------------------------------------------- |
| 1924     |                                 |             |         |       | Fondazione del Circolo Sportivo Tommaso Gargallo |                                                                      |
| 1924-25  | II Divisione (Gir. A)           | 1º          |         |       | | Genesio Pioletti                                                     |
| 1925-26  | II Divisione (Gir. Sic./Calab.) | 1º          |         |       | | Genesio Pioletti                                                     |
| 1926-27  | II Divisione (Gir. D)           | 2º          |         |       | | Genesio Pioletti                                                     |
| 1927-28  | II Divisione (Gir. D)           | 4º          |         |       | Promosso d'ufficio dalla F.I.G.C. in Prima Divisione. | Genesio Pioletti                                                     |
| 1928-29  | I Divisione (Gir. D)            | 1º          | 10      |       | | Mario Piselli                                                        |
| 1929-30  | I Divisione (Gir. D)            | 6º          | 15      |       | | Mario Piselli                                                        |
| 1929     |                                 |             |         |       | Cambio di denominazione in Società Sportiva Syracusæ |                                                                      |
| 1930-31  | I Divisione (Gir. E)            | 9º          | 12      | 20    | | Róbert Winkler                                                       |
| 1931-32  | I Divisione (Gir. F)            | 3º          | 15      | 37    | | Antal Mally                                                          |
| 1932     |                                 |             |         |       | Cambio di denominazione in Società Sportiva Siracusa |                                                                      |
| 1932-33  | I Divisione (Gir. I)            | 2º          | 11      | 31    | | Antal Mally                                                          |
| 1933-34  | I Divisione (Gir. H)            | 2º          | 14      | 37    | | Mario Olenich                                                        |
| 1934-35  | I Divisione (Gir. H)            | Ritirato    |         |       | A causa della crisi finanziaria, la società si ritira alla 3ª giornata di ritorno (radiata dai ruoli federali).                                                                                           | Gyula Lelovics                                                       |
| 1935-36  | Inattivo                        |             |         |       | Il club rimane inattivo e non partecipa ad alcun campionato. |                                                                      |
| 1936-37  | Inattivo                        |             |         |       | Il club rimane inattivo e non partecipa ad alcun campionato. |                                                                      |
| 1937     |                                 |             |         |       | Fondazione dell’Associazione Sportiva Siracusa |                                                                      |
| 1937-38  | I Divisione (Gir. B)            | Vincitore   | 5º      |       | Promosso in Serie C | Fioravante Lenzi                                                     |
| 1938-39  | Serie C (Gir. H)                | 2º          | 12      | 28    | | Umberto Zanolla                                                      |
| 1939-40  | Serie C (Gir. H)                | 2º          | 16      | 39    | | Giovanni Vecchina                                                    |
| 1940-41  | Serie C (Gir. H)                | 1º          | 13      | 31    | | Giuseppe Viani                                                       |
| 1941-42  | Serie C (Gir. H)                | 2º          | 15      | 35    | | Italo Rossi                                                          |
| 1942-43  | Serie C (Gir. N)                | 2º          | 10      | 23    | | Raffaele D'Aquino                                                    |
| 1943-44  |                                 |             |         |       | Attività sospesa per la guerra e per lo sbarco degli alleati in Sicilia. |                                                                      |
| 1944-45  | Campionato siciliano (Gir. D)   | 2º          | 4       | 2     | | Pietro Cancelliere                                                   |
| 1945-46  | Serie C (Gir. F)                | 4º          | 12      |       | Promosso d'ufficio dalla F.I.G.C. in Serie B. | Pietro Cancelliere                                                   |
| 1946-47  | Serie B (Gir. C)                | 12º         | 17      | 29    | | Engelbert König Guido Mazzetti                                       |
| 1947-48  | Serie B (Gir. C)                | 5º          | 18      | 40    | | Guido Mazzetti                                                       |
| 1948-49  | Serie B                         | 11º         | 22      | 40    | | Cesare Migliorini                                                    |
| 1949-50  | Serie B                         | 9º          | 22      | 41    | | Mario Perazzolo                                                      |
| 1950-51  | Serie B                         | 5º          | 22      | 44    | | Mario Perazzolo                                                      |
| 1951-52  | Serie B                         | 12º         | 20      | 37    | | Mario Perazzolo Egizio Rubino                                        |
| 1952-53  | Serie B                         | 17º         | 18      | 27    | Retrocesso in Serie C | Dino Bovoli Egizio Rubino Nereo Marini                               |
| 1953-54  | Serie C                         | 11º         | 18      | 34    | | Egizio Rubino Nereo Marini                                           |
| 1954-55  | Serie C                         | 10º         | 18      | 33    | | Egizio Rubino Gino Vianello                                          |
| 1955-56  | Serie C                         | 6º          | 18      | 35    | | Gino Vianello Giovanni Brezzi                                        |
| 1956-57  | Serie C                         | 16º         | 18      | 29    | Retrocesso e successivamente ripescato. | Giovanni Brezzi Mario Perazzolo                                      |
| 1957-58  | Serie C                         | 12º         | 18      | 31    | | Mario Perazzolo                                                      |
| 1958-59  | Serie C (Gir. B)                | 15º         | 18      | 27    | | Mario Perazzolo                                                      |
| 1959-60  | Serie C (Gir. C)                | 5º          | 18      | 39    | | Oronzo Pugliese                                                      |
| 1960-61  | Serie C (Gir. C)                | 3º          | 18      | 44    | | Čestmír Vycpálek Egizio Rubino                                       |
| 1961-62  | Serie C (Gir. C)                | 10º         | 18      | 32    | | Egizio Rubino                                                        |
| 1962-63  | Serie C (Gir. C)                | 10º         | 18      | 31    | | Sandro Puppo                                                         |
| 1963-64  | Serie C (Gir. C)                | 10º         | 18      | 31    | | Ambrogio Alfonso Leonardo Costagliola                                |
| 1964-65  | Serie C (Gir. C)                | 13º         | 18      | 31    | | Leonardo Costagliola Mauro Mari                                      |
| 1965-66  | Serie C (Gir. C)                | 15º         | 18      | 30    | | Mauro Mari Enrico Casini/Rocco Testa Volturno Diotallevi             |
| 1966-67  | Serie C (Gir. C)                | 16º         | 18      | 30    | | Ettore Mannucci Enrico Casini/Rocco Testa                            |
| 1967-68  | Serie C (Gir. C)                | 19º         | 19      | 19    | Retrocesso in Serie D | Aristide Coscia Leonardo Costagliola Bruno Ducati/Rocco Testa        |
| 1968-69  | Serie D (Gir. I)                | 4º          | 18      | 38    | | Leonardo Costagliola Vincenzo Marsico                                |
| 1969-70  | Serie D (Gir. I)                | 10º         | 18      | 34    | | Paolo Giammarco Giuseppe Franzò                                      |
| 1970-71  | Serie D (Gir. I)                | Vincitore   | 18      | 47    | Promosso in Serie C. | Enzo Benedetti                                                       |
| 1971-72  | Serie C (Gir. C)                | 15º         | 20      | 35    | | Enzo Benedetti Giuseppe Franzò Humberto Rosa                         |
| 1972-73  | Serie C (Gir. C)                | 9º          | 20      | 38    | | Humberto Rosa Salvador Calvanese                                     |
| 1973-74  | Serie C (Gir. C)                | 7º          | 18      | 38    | | Salvador Calvanese Gennaro Rambone                                   |
| 1974     |                                 |             |         |       | Cambio di denominazione in Siracusa Calcio |                                                                      |
| 1974-75  | Serie C (Gir. C)                | 5º          | 20      | 42    | | Ulderico Sacchella                                                   |
| 1975-76  | Serie C (Gir. C)                | 13º         | 20      | 34    | | Ulderico Sacchella                                                   |
| 1976-77  | Serie C (Gir. C)                | 6º          | 20      | 38    | | Ulderico Sacchella Giusto Lodi Paolo Lombardo                        |
| 1977-78  | Serie C (Gir. C)                | 15º         | 20      | 34    | Retrocesso in Serie C2 | Alvaro Biagini Paolo Lombardo                                        |
| 1978-79  | Serie C2 (Gir. D)               | 2º          | 18      | 41    | Promosso in Serie C1. Vince la Coppa Italia Semiprofessionisti | Carlo Facchin                                                        |
| 1979-80  | Serie C1 (Gir. B)               | 7º          | 18      | 34    | | Carlo Facchin                                                        |
| 1980-81  | Serie C1 (Gir. B)               | 17º         | 18      | 23    | Retrocesso in Serie C2 | Carlo Facchin Paolo Lombardo Bruno Pesaola Paolo Lombardo            |
| 1981-82  | Serie C2 (Gir. D)               | 15º         | 18      | 32    | | Lido Vieri Graziano Landoni Lido Vieri                               |
| 1982-83  | Serie C2 (Gir. D)               | 3º          | 18      | 42    | | Mario Trebbi Paolo Lombardo                                          |
| 1983-84  | Serie C2 (Gir. D)               | 7º          | 18      | 37    | | Mario Zurlini Lucio Mujesan                                          |
| 1984-85  | Serie C2 (Gir. D)               | 6º          | 18      | 34    | | Paolo Lombardo                                                       |
| 1985-86  | Serie C2 (Gir. D)               | 9º          | 18      | 33    | | Paolo Lombardo                                                       |
| 1974     |                                 |             |         |       | Cambio di denominazione in Associazione Sportiva Siracusa |                                                                      |
| 1986-87  | Serie C2 (Gir. D)               | 6º          | 18      | 37    | | Paolo Lombardo Carlo Facchin                                         |
| 1987-88  | Serie C2 (Gir. D)               | 6º          | 18      | 35    | | Lucio Mujesan Paolo Lombardo                                         |
| 1988-89  | Serie C2 (Gir. D)               | 2º          | 18      | 44    | Promosso in Serie C1 | Paolo Lombardo                                                       |
| 1989-90  | Serie C1 (Gir. B)               | 12º         | 18      | 30    | | Paolo Lombardo                                                       |
| 1990-91  | Serie C1 (Gir. B)               | 10º         | 18      | 33    | | Adriano Cadregari                                                    |
| 1991-92  | Serie C1 (Gir. B)               | 15º         | 18      | 31    | | Adriano Cadregari                                                    |
| 1992-93  | Serie C1 (Gir. B)               | 17º         | 18      | 27    | | Adriano Cadregari Salvatore Di Somma Adriano Cadregari               |
| 1993-94  | Serie C1 (Gir. B)               | 15º         | 18      | 35    | | Paolo Lombardo Giuliano Sonzogni                                     |
| 1994-95  | Serie C1 (Gir. B)               | 5º          | 18      | 47    | A luglio viene radiato dai campionati professionistici per inadempienze dalla Covisoc. | Giuliano Sonzogni                                                    |
| 1995     |                                 |             |         |       | L'Unione Sportiva Marcozzi Siracusa, militante nel campionato regionale di Promozione, cambia denominazione in Unione Sportiva Siracusa Marcozzi ereditando la tradizione sportiva della storica società. |                                                                      |
| 1995-96  | Promozione (Gir. C)             | 2º          | 16      | 65    | Ripescato a completamento organici in Eccellenza. | Giovanni Grande                                                      |
| 1996-97  | Eccellenza (Gir. B)             | 2º          | 16      | 58    | | Giovanni Grande                                                      |
| 1997-98  | Eccellenza (Gir. B)             | Vincitore   | 16      | 67    | Promosso in CND Vince la Coppa Italia Sicilia | Mauro Zampollini                                                     |
| 1998     |                                 |             |         |       | Cambio di denominazione in Unione Sportiva Siracusa |                                                                      |
| 1998-99  | CND (Gir. I)                    | 18º         | 18      | 28    | Retrocesso in Eccellenza | Mauro Zampollini Orazio Sorbello Mauro Zampollini Luigi Cavarra      |
| 1999-00  | Eccellenza (Gir. B)             | 3º          | 16      | 66    | | Loreno Cassia Lorenzo Alacqua                                        |
| 2000-01  | Eccellenza (Gir. B)             | 2º          | 18      | 63    | | Angelo Galfano Luigi Cavarra Pasquale Borsellino                     |
| 2001-02  | Eccellenza (Gir. B)             | 2º          | 18      | 73    | Ripescato a completamento organici in Serie D. | Giuseppe Strano                                                      |
| 2002-03  | Serie D (Gir. I)                | 3º          | 18      | 63    | | Lorenzo Alacqua Angelo Busetta Corrado Modicano/Francesco Pannitteri |
| 2003-04  | Serie D (Gir. I)                | 6º          | 18      | 52    | | Lorenzo Alacqua Ernesto Apuzzo                                       |
| 2004-05  | Serie D (Gir. I)                | 4º          | 18      | 54    | | Ernesto Apuzzo Gaetano Auteri                                        |
| 2005-06  | Serie D (Gir. I)                | 4º          | 18      | 61    | | Santino Bellinvia Giancarlo Betta                                    |
| 2006-07  | Serie D (Gir. I)                | 3º          | 18      | 59    | Vince il Campionato Juniores Nazionali | Domenico Giacomarro Paolo Lombardo                                   |
| 2007-08  | Serie D (Gir. I)                | 4º          | 18      | 55    | Vince il Campionato Juniores Nazionali | Gaetano Auteri                                                       |
| 2008-09  | Serie D (Gir. I)                | Vincitore   | 19      | 81    | Promosso in Lega Pro II Divisione | Gaetano Auteri Luca Aprile                                           |
| 2009-10  | Lega Pro II Divisione (Gir. C)  | 6º          | 18      | 54    | Ripescato a completamento organici in Lega Pro I Divisione. | Giuliano Sonzogni Marco Pizzo                                        |
| 2010-11  | Lega Pro I Divisione (Gir. B)   | 9º          | 18      | 44    | | Giuseppe Romano Guido Ugolotti                                       |
| 2011-12  | Lega Pro I Divisione (Gir. B)   | 3º          | 18      | 58    | A Luglio la società non presenta l'iscrizione al campionato, proseguendo l'attività con il settore giovanile.                                                                                             | Andrea Sottil                                                        |
| 2012     |                                 |             |         |       | Fondazione dell'ASD Città di Siracusa |                                                                      |
| 2012-13  | III Categoria (Gir. SR)         | Vincitore   | 16      | 49    | Promosso in II Categoria Vince la Coppa delle Province | Adriano Lo Iacono                                                    |
| 2013     |                                 |             |         |       | Con il trasferimento del titolo sportivo di Eccellenza dell'AC Palazzolo, nasce l'ASD Sport Club Siracusa                                                                                                 |                                                                      |
| 2013-14  | Eccellenza (Gir. B)             | 3º          | 16      | 55    | | Orazio Pidatella Giuseppe Strano                                     |
| 2014     |                                 |             |         |       | Cambio di denominazione in ASD Città di Siracusa |                                                                      |
| 2014-15  | Eccellenza (Gir. B)             | Vincitore   | 16      | 62    | Promosso in Serie D | Giuseppe Anastasi                                                    |
| 2015-16  | Serie D (Gir. I)                | Vincitore   | 19      | 74    | Promosso in Lega Pro | Lorenzo Alacqua Andrea Sottil                                        |
| 2016     |                                 |             |         |       | Cambio di denominazione in Siracusa Calcio |                                                                      |
| 2016-17  | Lega Pro (Gir. C)               | 6º          | 20      | 57    | | Andrea Sottil                                                        |
| 2017-18  | Serie C (Gir. C)                | 13º         | 19      | 42    | | Paolo Bianco                                                         |
| 2018-19  | Serie C (Gir. C)                | 16º         | 19      | 36    | A Luglio viene escluso dalla Serie C per delibera della F.I.G.C. conseguente alla non iscrizione. | Giuseppe Pagana Michele Pazienza Ezio Raciti                         |
| 2019     |                                 |             |         |       | Fondazione dell'ASD Siracusa |                                                                      |
| 2019-20  | Promozione (Gir. D)             | Vincitore   | 24      | 53    | Promosso in Eccellenza | Marco Scifo                                                          |
| 2020-21  | Eccellenza (Gir. B)             | 2º          | 13      | 30    | | Marco Scifo Giovanni Ignoffo                                         |
| 2021     |                                 |             |         |       | Cambio di denominazione in Siracusa Calcio 1924 SSD |                                                                      |
| 2021-22  | Eccellenza (Gir. B)             | 5º          | 13      | 45    | | Roberto Regina Giuseppe Mascara                                      |
| 2022-23  | Eccellenza (Gir. B)             | Vincitore   | 16      | 64    | | Giuseppe Mascara Gaspare Cacciola                                    |
| 2023-24  | Serie D (Gir. I)                | 2º          | 19      | 81    | | Gaspare Cacciola Fernando Spinelli                                   |
| 2024-25  | Serie D (Gir. I)                | Vincitore   | 18      | 78    | | Marco Turati                                                         |